# 夜明けの旗 松本治一郎伝
『夜明けの旗 松本治一郎伝』（よあけのはた まつもとじいちろうでん）は1976年10月16日に公開された日本映画。部落解放同盟と東映の提携作。カラー、ワイド。　

## 概要
「部落解放の父」と呼ばれた松本治一郎の十回忌を記念して企画された。実録路線の一種であるが、部落解放同盟の団体動員が見込めると岡田茂東映社長が製作させた。

## キャスト
- 松本治一郎：伊吹吾郎
- 松本次吉：浜村純
- 松本ちよ：毛利菊枝
- 松本次七：滝田裕介
- 松本鶴吉：品川隆二
- 大谷虎松：田中邦衛
- 下田半三郎：長門勇
- 下田清（子供）：道井和仁
- 下田清（成人）：山田政則
- 花田慈円：小池朝雄
- 宮崎友五郎：北村英三
- 木下：鳥巣哲生
- 野村：野口貴史
- 斎藤：根岸一正
- 和田：大矢敬典
- 村松きぬ：小泉洋子
- 梅津ヒデ：奈三恭子
- 浅見：大木悟郎
- 西谷：友金敏雄
- 牛坂：北川俊夫
- 葉村佑介：岡田裕介
- 矢頭タキ：檀ふみ
- 田上大佐：山本麟一
- 内海大尉：室田日出男
- 山路退役少将：神田隆
- 緒方検事：菅貫太郎
- 清水：穂高稔
- 人夫A：片桐竜次
- 人夫B：森源太郎
- 部落の青年A：畑中伶一
- 部落の青年B：森谷譲
- 刑事：岩尾正隆
- 伊沢一郎
- 遠藤太津朗

## スタッフ
- 製作：岡田茂
- 企画：高岩淡、日下部五朗、本田達男、佐藤雅夫
- 脚本：棚田吾郎、野波静雄
- 音楽：木下忠司
- 撮影：増田敏雄
- 美術監督：鈴木孝俊
- 美術：佐野義和、園田一佳
- 録音：中山茂二
- 照明：金子凱美
- 編集：堀池幸三
- 助監督：俵坂昭康
- スチール：木村武司
- 進行主任：俵坂孝宏
- 協力：部落解放同盟
- 製作：東映京都撮影所
- 監督：山下耕作
- 配給：東映

## 製作

### 企画
1976年の東映は岡田茂東映社長が悪名高い"健全喜劇・スポーツ映画路線"を敷いたが大コケ続きで軌道修正が打ち出され、1976年7月19日に行われた定例番組発表会で、岡田が業界記者団に「今はドラマ性の強い作品は世界的に当たらない。ヒット作の傾向は全部"見せもの"映画ばかりだ。これからは洋画のヒット作の趨勢と呼応する"話題性"を軸にした"見世物映画"を香具師の精神で作品を売っていく。下半期は、実録ものをさらにドギツク、リアルにした"ドキュメンタリー・ドラマ路線"を新設する」など、一時間捲し立てた。この会見で東映下半期のラインナップとして、『徳川女刑罰絵巻・股裂きの刑』（『徳川女刑罰絵巻 牛裂きの刑』）、『戦後やくざ私刑残酷史』（『やくざ残酷秘録 片腕切断』）、『処女の刺青』（多岐川裕美主演で企画されたが素人を使ったドキュメンタリーに変更された）、『安藤昇のわが逃亡とSEXの記録』、『暴力ファミリー日本の首領』（『日本の首領』）など、どぎついタイトルを並べたが、本作もこの時、『夜明けの旗・松本治一郎伝』というタイトルで発表された。それまでタイトルは『人間解放』と告知されていた。

### 監督選定
監督は最初に中島貞夫にオファーされ、中島が部落解放同盟本部の上杉佐一郎同中央執行委員長を訪ね、「ヤクザものでやらしてくれ」と頼んだ。しかし上杉は、被差別部落出身者がヤクザと隣接する存在足らざるを得ないことを知りながら、その現実を描かれたくなく、「それやんなきゃ本当は駄目だよ。だけど駄目だ」と釘を刺し、中島の提案を却下した。

### 製作会見
1976年8月24日に東映本社で製作発表会見があり、岡田社長ほか、製作スタッフ、出演者、部落解放運動を推進する関係者が出席。岡田は「今回、解同（部落解放同盟）との完全提携により『夜明けの旗』を製作するが、若き日の松本先生を山下（耕作）君で充分に描いて立派な作品としたい。解同は100万枚の前売券と20万枚の子供用の前売券をさばいてくれることになっている」等と話した。上杉佐一郎部落解放同盟書記長は「松本先生が亡くなって今年で10年。10月22日には全国的な行事を行うほか東京をはじめ主要都市で『松本治一郎展』を開き、松本先生をもう一度見直そうという時、東映から映画製作の話があった。解同としては100万人上映運動を展開するが一ヵ月足らずで六割は達成、この映画が始まる時には90%はいけるだろう。記者の方は、なくするために努力している言葉について気を遣われるかも知れないが、ここでは自由に質問して頂いて結構、それに対しては何も言いません」と等と話し、部落解放同盟が全面的な協力を約束した。山下監督は「松本先生は写真以外に知らなかったが、伝記を読んで素晴らしい人間であることに感銘した。知らない人に勉強して欲しい」等と述べた。

### 撮影
1976年8月21日クランクイン。

## 公開形態
殆んど組織動員による興行になるため、窓口ではキップが一枚も売れなくても大丈夫な仕組み。『超高層のあけぼの』と全く同じなどと言われたが、東映ファンは見に来ないだろうと予想され、東映らしからぬ特殊な作品であるため、岡田は「組織動員映画であり、裏番組も準備するなど興行者には迷惑をかけない手を打つ」と話し、東映の主力館には、本作と『狭山裁判』に、岡田と鈴木常承営業部長が『やくざ残酷秘録 片腕切断』（安藤昇・椎塚彰構成、安藤プロ）との三本立てを組み、6000万円の黒字を出した。部落解放同盟の協力で前売り100万枚を消化するものの西日本の比重が70％で、114館封切の東日本では興行力が弱いため、丸の内東映、新宿東映、池袋東映の三館が本作と『狭山裁判』。浅草東映、上野東映は本作は公開されず、『やくざ残酷秘録 片腕切断』八並映子主演・向井寛監督の『蛇と女奴隷』（向井プロ）に『バカ政ホラ政トッパ政』の三本立て。その他の東日本の劇場は、本作はあまり公開されず、『やくざ残酷秘録 片腕切断』『蛇と女奴隷』が基本。大阪梅田東映と福岡東映は『やくざ残酷秘録 片腕切断』『蛇と女奴隷』に『残酷淫乱史』（グァルティエロ・ヤコペッティ監督のイタリアのモンド映画『猟奇・残虐の大陸』？）を加えた三本立て上映がなされた。その他の劇場の番組詳細は不明。

## エピソード
岡田が部落解放同盟の会長を呼んで「お前んとこ、もっと切符買え!」と言っていた、と山城新伍は話している。